# National Historic Landmarks in Louisiana
Questa è una lista completa dei National Historic Landmarks in Louisiana. Il programma National Historic Landmark (NHL) è stato gestito sotto l'egida del National Park Service e riconosce strutture, distretti, oggetti e risorse simili a livello nazionale in base ad un elenco di criteri di rilevanza nazionale.

## Attuali NHLs
La tabella seguente elenca tutti i 54 siti dello stato della Louisiana.
| N. | Nome                                               | Foto | Data designata               | Luogo            | Contea                               | Descrizione |
| -- | -------------------------------------------------- | ---- | ---------------------------- | ---------------- | ------------------------------------ | --- |
| 1  | Acadian House                                      |      | 30 maggio 1974 (#73002133)   | St. Martinville  | St. Martin                           | La casa, costruita nel 1815, è un eccellente esempio di costruzione creola che mostra una miscela di influenze architettoniche tra cui quella caraibica e francese. |
| 2  | Cabildo                                            |      | 9 ottobre 1960 (#66000373)   | New Orleans      | New Orleans                          | Edificio costruito alla fine del XVIII secolo sulla piazza di Jackson Square. Fu utilizzato come municipio dall'era coloniale fino al XIX secolo. |
| 3  | George Washington Cable House                      |      | 29 dicembre 1962 (#66000374) | New Orleans      | New Orleans                          | Fu la residenza dello scrittore americano George Washington Cable. Il cottage fu costruito nel 1874 e si trova nel quartiere Garden District di New Orleans. |
| 4  | Courthouse e Lawyers' Row                          |      | 30 maggio 1974 (#7400249)    | Clinton          | Parrocchia di East Feliciana         | Tipico esempio Architettura neogreca fu costruito a metà del XIX secolo come palazzo di giustizia. |
| 5  | DELUGE (Firefighting Tug)                          |      | 30 giugno 1989 (#89001427)   | New Orleans      | New Orleans                          | Il DELUNGE è un esempio delle grandi navi antincendio degli anni '20 del Novecento. |
| 6  | James H. Dillard House                             |      | 2 dicembre 1974 (#74000929)  | New Orleans      | New Orleans                          | Questo edificio fu la residenza James Hardy Dillard, un educatore dell'Università Tulane che trascorse gran parte della sua vita a migliorare l'istruzione dei neri negli Stati Uniti. |
| 7  | Evergreen Plantation                               |      | 27 aprile 1992 (#91001386)   | Wallace          | Parrocchia di Saint John the Baptist | La Evergreen Plantation è un esempio intatto dei principali complessi di piantagioni degli Stati Uniti meridionali. Composto da 37 edifici, tra cui la casa principale e 22 alloggi per gli schiavi. |
| 8  | Fort De La Boulaye                                 |      | 9 ottobre 1960 (#66000378)   | Phoenix          | Parrocchia di Plaquemines            | Fort De La Boulaye era un forte costruito nel 1699 dai francesi che presero il controllo delle rive del Mississippi. |
| 9  | Fort Jackson                                       |      | 19 dicembre 1960 (#66000379) | Triumph          | Parrocchia di Plaquemines            | Fort Jackson è stato il luogo della battaglia dei forti Jackson e St. Philip nel 1862. Costruito nel 1812 sulle rive del Mississippi. |
| 10 | Fort Jesup                                         |      | 4 luglio 1961 (#66000381)    | Many             | Parrocchia di Sabine                 | Fort Jesup fu costruito nel 1822 per proteggere il confine occidentale tra i territori americani e spagnoli. I soldati del forte, sotto il comando Zachary Taylor, monitorarono il Texas durante il controllo messicano e spagnolo fino alla guerra 1846.                                                                     |
| 11 | Fort St. Philip                                    |      | 19 dicembre 1960 (#66000380) | Triumph          | Parrocchia di Plaquemines            | Fort St. Philip adiacente sulle rive del Mississippi, era un forte utilizzato per gli assedi navalidurante la guerra 1812 e la guerra civile americana. |
| 12 | Gallier Hall                                       |      | 30 maggio 1974 (#74002250)   | New Orleans      | New Orleans                          | Il Gallier Hall è un edificio progettato da James Gallier Jr. a metà del 1800. Fu utilizzato come municipio fino al XX secolo e continua ad essere utilizzato ancora oggi per scopi civici. |
| 13 | Gallier House                                      |      | 30 maggio 1974 (#74000932)   | New Orleans      | New Orleans                          | Il Gallier House è un edificio del quartiere francese progettato e restaurato dall'architetto James Gallier Jr. |
| 14 | Garden District                                    |      | 30 maggio 1974 (#71000358)   | New Orleans      | New Orleans                          | Il Garden District è un quartiere di New Orleans sviluppato intorno al 1832. L'area dove si sviluppa è considerata una delle collezioni di dimore storiche meglio conservate negli Stati Uniti meridionali. |
| 15 | Nicholas Girod House                               |      | 15 aprile 1970 (#70000254)   | New Orleans      | New Orleans                          | Costruito nel 1797 l'edificio fu di proprietà dell'ex sindaco Nicolas Girod che lo ristrutturò per accogliere Napoleone dopo il suo esilio. L'edificio è infatti noto come Napoleon House. |
| 16 | Hermann-Grima House                                |      | 30 maggio 1974 (#710003591)  | New Orleans      | New Orleans                          | La Hermann-Grima House è una storica casa-museo che rispecchia la New Orleans del XIX secolo. La casa è riconosciuta come uno dei primi esempi di architettura americana nel quartiere francese. |
| 17 | Homeplace Plantation House                         |      | 15 aprile 1970 (#70000842)   | Hahnville        | Parrocchia di Saint Charles          | Il Homeplace Plantation House è un grande cottage coloniale francese costruito intorno al 1790. |
| 18 | Jackson Square                                     |      | 9 ottobre 1960 (#66000375)   | New Orleans      | New Orleans                          | Jackson Square è la piazza centrale del quartiere francese. |
| 19 | USS KIDD (Destroyer)                               |      | 14 giugno 1986 (#83000502)   | Baton Rouge      | Baton Rouge                          | La USS KIDD (Destroyer) è un cacciatorpediniere che prende il nome dal suo ex contrammiraglio Isaac C. Kidd che morì sul ponte della nave durante l'attacco a Pearl Harbor. Oggi la nave è inattiva ed è attraccata sul Mississippi ed è l'unico cacciatorpediniere statunitense sopravvissuto dalla seconda guerra mondiale. |
| 20 | Lafitte's Blacksmith Shop                          |      | 15 aprile 1970 (#70000255)   | New Orleans      | New Orleans                          | Il Lafitte's Blacksmith Shop è un cottage creolo della fine del XVIII secolo appartenuto al pirata Jean Lafitte. |
| 21 | Longue Vue House and Gardens                       |      | 5 aprile 2005 (#91001419)    | New Orleans      | New Orleans                          | La Longue Vue House and Gardens è una storica casa-museo compresa di giardini. La casa ha quattro facciate diverse e su ogni facciata si trova un giardino. La casa originale fu costruita nel 1924 e subì delle modifiche nel 1934, che le danno l'attuale aspetto multifacciale.                                            |
| 22 | Los Adaes                                          |      | 23 giugno 1986 (#78001427)   | Robeline         | Natchitoches                         | Los Adaes è stata la capitale di Tejas dal 1729 al 1770. Fu protagonista della missione San Miguel de los Adaes. |
| 23 | Louisiana State Bank Building                      |      | 4 maggio 1983 (#83004387)    | New Orleans      | New Orleans                          | Costruito nel 1818, è stata l'ultima struttura progettata dall'architetto Benjamin Henry Latrobe. Fu la prima banca fondata in Louisiana dopo l'ammissione all'unione degli Stati Uniti. |
| 24 | Campidoglio                                        |      | 17 dicembre 1982 (#78001421) | Baton Rouge      | Baton Rouge                          | È la sede esecutiva legislativa della Louisiana. Con i suoi 137 metri di altezza è l'edificio, con questa funzione, più alto della nazione. |
| 25 | Madame John's Legacy                               |      | 15 aprile 1970 (#70000256)   | New Orleans      | New Orleans                          | È una delle poche case in stile coloniale francese sopravvissuta ai grandi incedi della città alla fine del XVIII secolo. |
| 26 | Madewood Plantation House                          |      | 4 maggio 1983 (#73000860)    | Napoleonville    | Parrocchia di Assumption             | Sorto nel 1846 è il primo grande edificio progettato dall'architetto Henry Howard. |
| 27 | Magnolia Plantation                                |      | 3 giugno 2001 (#79001071)    | Derry            | Natchitoches                         | La Magnolia Plantation è un'ex piantagione di cotone, considerato uno dei complessi di piantagioni più intatti della nazione. |
| 28 | Marksville Prehistoric Indian Site                 |      | 19 luglio 1964 (#66000372)   | Marksville       | Parrocchia di Avoyelles              | Il Marksville Prehistoric Indian Site è un sito archeologico presso Marksville. |
| 29 | Melrose Plantation                                 |      | 30 maggio 1974 (#72000556)   | Melrose          | Natchitoches                         | La Melrose Plantation è la prima piantagione progettata da un nero per i neri. |
| 30 | Natchitoches Historic District                     |      | 16 aprile 1984 (#74000928)   | Natchitoches     | Natchitoches                         | Natchitoches Historic District è il più antico distretto nel sud del paese, fondato quattro anni prima di New Orleans. |
| 31 | New Orleans Cotton Exchange Building               |      | 22 dicembre 1977 (#77000675) | New Orleans      | New Orleans                          | Il New Orleans Cotton Exchange Building è un edificio fondato nel 1871 per il commercio del cotone a New Orleans. Ha operato con questa funzione fino al 1964. |
| 32 | Oak Alley Plantation                               |      | 2 dicembre 1974 (#74002187)  | Vacherie         | Parrocchia di Saint James            | La Oak Alley Plantation è la più grande piantagione del sud. La sua caratteristica distintiva è un percorso all'aperto formato da una doppia fila di querce che si estendono per una lunghezza di 240 metri. La piantagione risale al 1837.                                                                                   |
| 33 | Old Louisiana State Capitol                        |      | 30 maggio 1974 (#73000862)   | Baton Rouge      | Baton Rouge                          | L'Old Louisiana State Capitol era uno storico edificio governativo, oggi museo. La sua costruzione fu terminata nel 1939. |
| 34 | Parlange Plantation House                          |      | 30 maggio 1974 (#70000258)   | Mix              | Parrocchia di Pointe Coupee          | La Parlange Plantation House è una storica piantagione costruita nel 1750. È un esempio di grande casa coloniale francese degli Stati Uniti. |
| 35 | Pontalba Buildings                                 |      | 30 maggio 1974 (#74000934)   | New Orleans      | New Orleans                          | I Pontalba Buildings sono degli edifici costruiti nel 1840, i più antichi di questo tipo affittati oggi negli Stati Uniti. |
| 36 | Port Hudson                                        |      | 30 maggio 1974 (#74002349)   | Port Hudson      | Parrocchia di East Feliciana         | Port Hudson è stato un campo di battaglia durante la guerra civile americana. È l'ultima roccaforte confederata nei pressi del Mississippi. |
| 37 | Poverty Point                                      |      | 15 aprile 1970 (#66000382)   | Delhi            | Parrocchia di West Carroll           | Poverty Point è un sito archeologico appartenente al periodo della preistoria americana. È patrimonio UNESCO dal 2014. |
| 38 | Presbytère                                         |      | 15 aprile 1970 (#70000257)   | New Orleans      | New Orleans                          | Presbytère è un edificio costruito nel 1790, durante l'era coloniale spagnola, come gemello del Cabildo. |
| 39 | Jean Pierre Emmanuel Prud'homme Oakland Plantation |      | 3 luglio 2001 (#79001073)    | Natchez          | Natchitoches                         | È uno dei migliori esempi di un complesso di piantagioni di cotone creolo francese. |
| 40 | Rosedown Plantation                                |      | 5 aprile 2005 (#01000765)    | St. Francisville | Parrocchia di West Feliciana         | È una ex piantagione del 1835. |
| 41 | Saint Alphonsus Church                             |      | 19 giugno 1996 (#73000872)   | New Orleans      | New Orleans                          | La Saint Alphonsus Church è una chiesa completata nel 1857, grande esempio di architettura ecclesiastica all'italiana. |
| 42 | Rete tranviaria di New Orleans                     |      | 25 agosto 2014 (#73000873)   | New Orleans      | New Orleans                          | La Rete tranviaria di New Orleans, chiamata anche St. Charles Streetcar Line, è la più antica rete tranviaria in attività, dal 1835 ad oggi, negli Stati Uniti. |
| 43 | St. Mary's Assumption Church                       |      | 30 maggio 1974 (#71000361)   | New Orleans      | New Orleans                          | La St. Mary's Assumption Church è una chiesa di importanza storico nazione, costruita nel 1860 grazie alla crescente popolazione di immigrati cattolici tedeschi a New Orleans. |
| 44 | St. Patrick's Church                               |      | 30 maggio 1974 (#74000936)   | New Orleans      | New Orleans                          | La St. Patrick's Church è la seconda chiesa più antica di New Orleans dopo la Cattedrale di San Luigi. |
| 45 | San Francisco Plantation House                     |      | 30 maggio 1974 (#740002186)  | Reserve          | Parrocchia di Saint John the Baptist | La San Francisco Plantation House è una storica piantagione costruita tra il 1849 e il 1850. |
| 46 | Shadows-on-the-Teche                               |      | 30 maggio 1970 (#72000553)   | New Iberia       | New Iberia                           | La Shadows-on-the-Teche è una casa storica in stile neogreco del 1834. |
| 47 | Shreveport Municipal Memorial Auditorium           |      | 6 ottobre 2008 (#91000624)   | Shreveport       | Parrocchia di Caddo                  | Si tratta di un edificio in stile Art Déco costruito tra il 1926 e il 1929. Negli anni ha ospitato spettacoli, riunioni e memoriali. |
| 48 | Shreveport Water Works Company, Pump Station       |      | 17 dicembre 1982 (#80001707) | Shreveport       | Parrocchia di Caddo                  | È una storica stazione di pompaggio dell'acqua, attiva fino al 1980. |
| 49 | United States Customhouse                          |      | 2 dicembre 1974 (#74000938)  | New Orleans      | New Orleans                          | È uno storico edificio governativo. |
| 50 | United States Court of Appeals - Fifth Circuit     |      | 21 giugno 2015 (#47000937)   | New Orleans      | New Orleans                          | È un tribunale attivo dal 1909, nel quale sono stati decisi molti casi giudiziari avviati durante il movimento per i diritti civili. |
| 51 | Zecca di New Orleans                               |      | 15 maggio 1975 (#73000875)   | New Orleans      | New Orleans                          | La Zecca di New Orleans ha coniato monete d'oro e d'argento durante gli anni anteguerra del XIX secolo. |
| 52 | Old Ursuline Convent                               |      | 9 ottobre 1960 (#66000376)   | New Orleans      | New Orleans                          | L'Old Ursuline Convent è un convento fondato durante l'era coloniale dalle suore orsoline nel 1752. |
| 53 | Quartiere francese                                 |      | 21 dicembre 1965 (#66000377) | New Orleans      | New Orleans                          | Il Quartiere francese è il quartiere più antico di New Orleans. La maggior parte degli edifici storici furono costruiti alla fine del XVIII secolo durante il periodo della dominazione spagnola. |
| 54 | Edward Douglass White House                        |      | 8 dicembre 1976 (#76000964)  | Thibodaux        | Parrocchia di Lafourche              | Alcune credenze su questa casa riportano che sia infestata. Secondo una leggenda, entrando in un preciso giorno dell'anno ad una data ora, si perderebbe quasi del tutto la memoria. |